# خورف هارار
خوروف هارار هي منطقة في مقاطعة واجير في كينيا.
سكان خوروف هرر هم في الغالب من البدو الرحل والرعاة، ويعتمدون في معيشتهم على تربية الماشية. في شمال خوروف هرر، يعيش 6 على بُعد كيلومتر واحد من المدينة، يقع سد كبير يملكه أحد السكان، أحمد عبد الكريم محمد. يخدم السد العديد من البدو خلال مواسم الأمطار وبعدها. يُطلق على موقع السد اسم "لاجتا"، ويقطنه أغلبية من سكان ماريهان.

## التطورات الأخيرة
في يوليو/تموز 2022، ألقيت ما لا يقل عن 10 متفجرات على مركز شرطة خوروف هرر من قبل مسلحين يشتبه في انتمائهم لحركة الشباب، لكنها أخطأت هدفها. وبدأت الهجمات في جميع أنحاء المنطقة مرة أخرى في نوفمبر/تشرين الثاني 2022، في اليوم السابق للانتخابات، في محاولة محتملة لقمع إقبال الناخبين.
في نوفمبر 2023، غمرت المياه مركز الشرطة في خوروف هرر أثناء هطول أمطار غزيرة ناجمة عن ظاهرة النينيو.